# Luchthaven Jakoetsk
Luchthaven Jakoetsk (Russisch: Аэропорт Якутск; Aeroport Jakoetsk), is de luchthaven van de Russische stad Jakoetsk, in de autonome provincie Jakoetië. De luchthaven heeft 2 landingsbanen tot haar beschikking, waarvan een actief gebruikt wordt, voornamelijk voor regionaal vervoer.
De bouw van het vliegveld begon in 1931. De huidige terminal werd geopend in 2012, en vervangt de terminal die dateert uit 1996.